# Ad Lib (carattere)
Ad Lib è un tipo di carattere distribuito dalla società Monotype.

## Storia
Disegnato dal designer statunitense Freeman Craw nel 1961 per la fonderia tipografica American Type Founders, è stato digitalizzato dalla Bitstream nel 2000.

## Caratteristiche
Ad Lib è un carattere decorativo senza grazie caratterizzato dal contrasto dell'occhiello, definito da linee rette nei caratteri curvi. È ispirato ad alcuni font del XIX secolo 
è il primo carattere moderno a presentare una disarmonia fra gli elementi esterni ed interni.

## Utilizzo
Ad Lib ha avuto una buona notorietà negli anni sessanta, utilizzato per diverse opere cinematografiche e grafiche, diventando uno dei font caratteristici di quell'epoca.

### Media
- L'oltraggio (film, 1964): titoli di coda
- Looney Tunes (serie televisiva, 1964-1967): titoli di coda
- Batman (serie televisiva, 1966-1968): Titoli degli episodi e slogan conclusivo
- La calda notte dell'ispettore Tibbs (film, 1967): titoli di testa e di coda
- Una guida per l'uomo sposato (film, 1967): titoli di coda
- Willy Wonka e la fabbrica di cioccolato (film, 1967): scena della canzone "Oompa Loompa (Augustus)"
- Un agente chiamato Dagger (film, 1968): titoli di coda
- Mistero in galleria (serie televisiva, 1970-1973)): titoli di testa
- Che botte se incontri gli "Orsi" (film, 1976): titoli di testa e di coda
- L'ispettore Tibbs (serie televisiva, 1988-1995): titoli di testa
- Above the Rim (film, 1995): logo
- Ragazze a Beverly Hills (film, 1995): logo
- Worms (serie di videogiochi (1995-2014): testi nel gioco
- American Dad! (serie televisiva, 2005-in corso): titoli di testa e di coda

### Design
- Rotten Tomatoes (sito web): Logo dal 1999

## Critiche e apprezzamenti
Il designer americano Michael Bierut lo ha definito come il suo "desiderio peccaminoso".